# Lac d'Occhito
Le lac d'Occhito est un lac situé dans la province de Foggia (Pouilles) et dans la province de Campobasso (Molise) au sud de l'Italie. Sa superficie est de 13 km2. Le lac fait partie de la frontière entre les Pouilles et le Molise. Le lac d'Occhito est un grand lac artificiel, créé avec un barrage sur le Fortore. Le barrage a une capacité de 210 millions de m3 d'eau,.

## Galerie

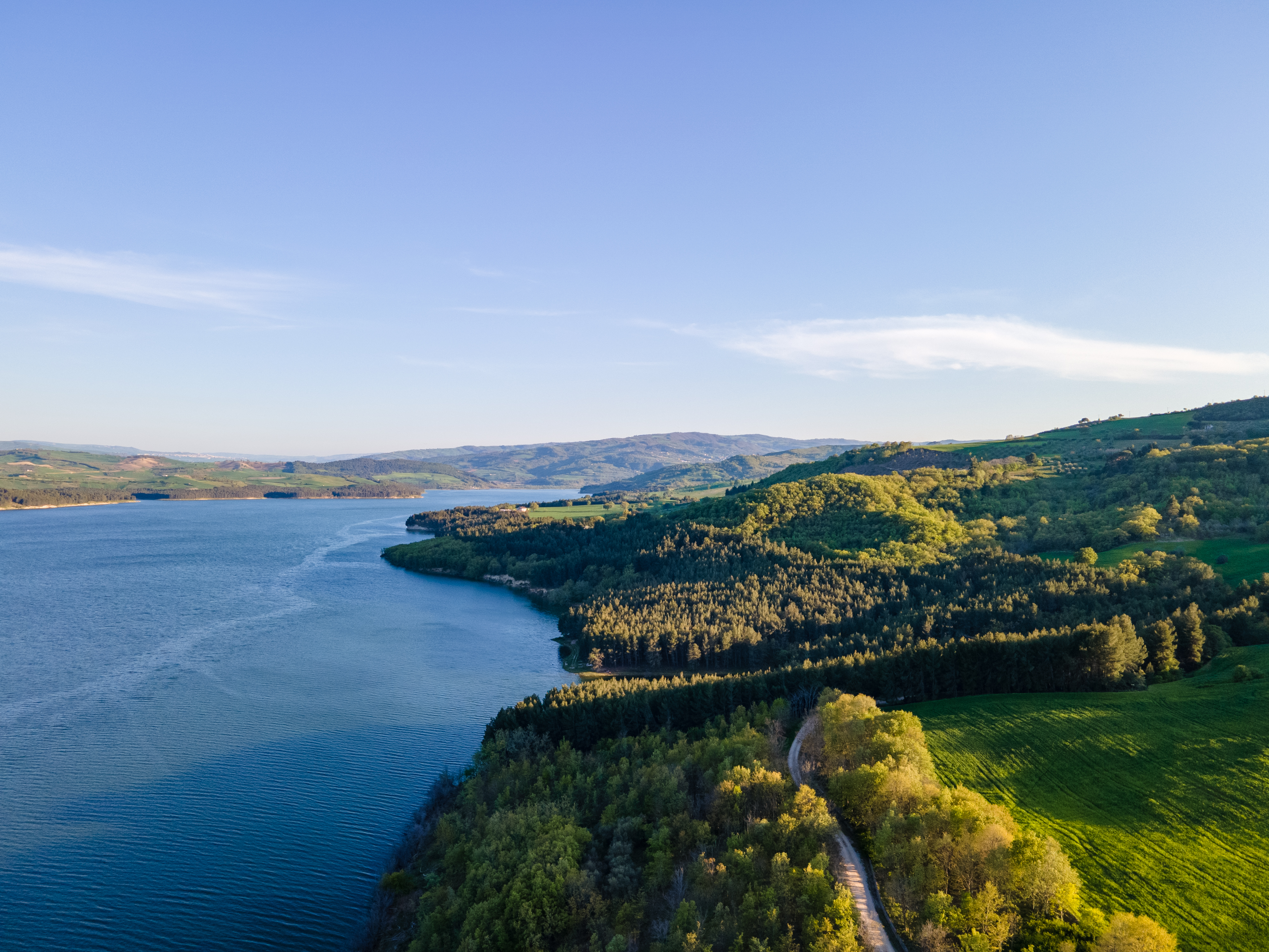
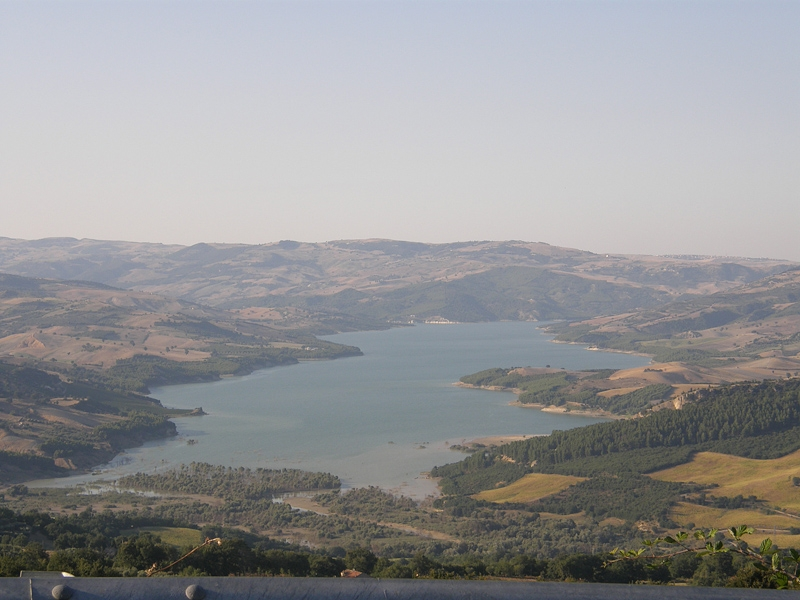
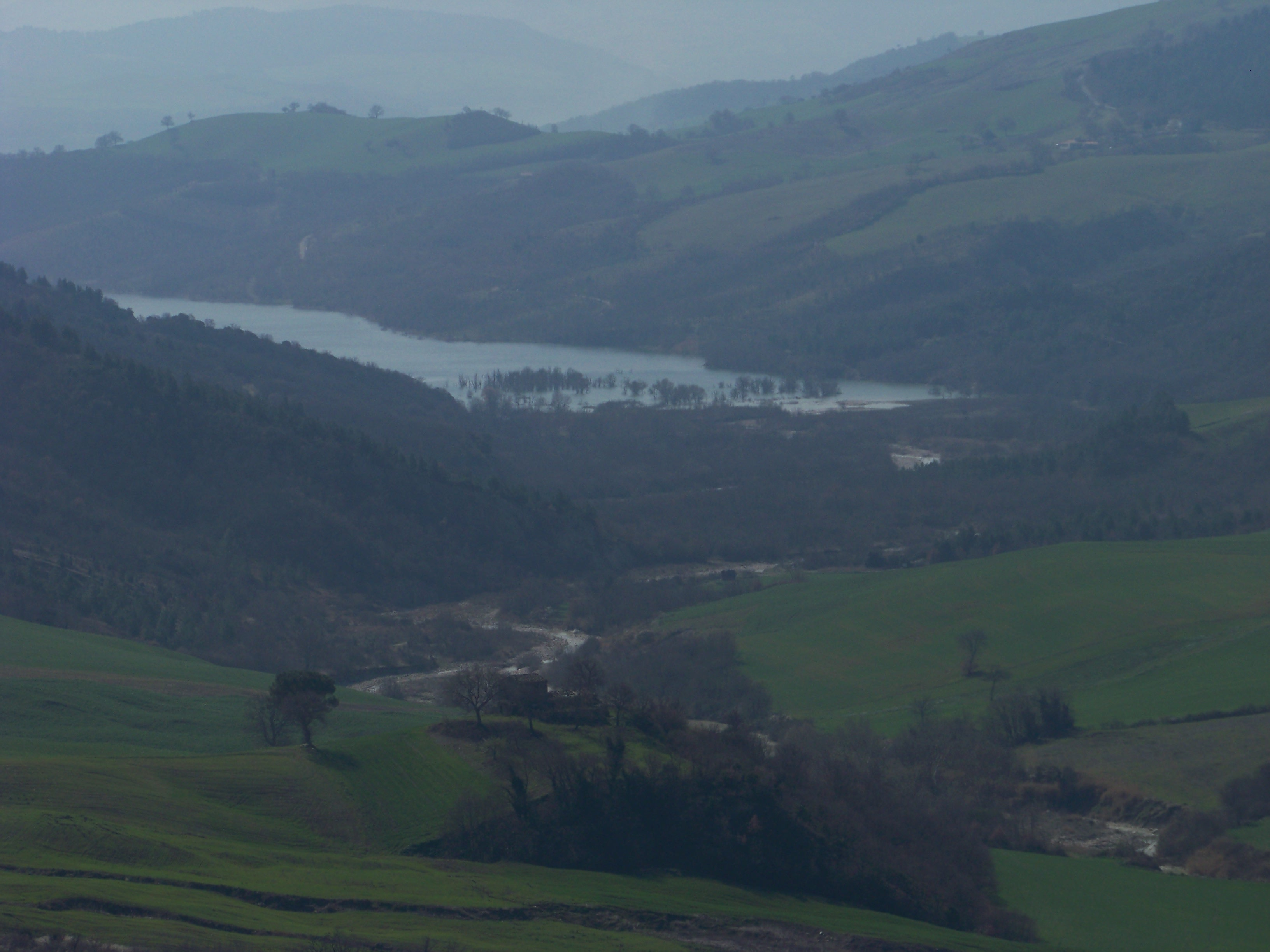
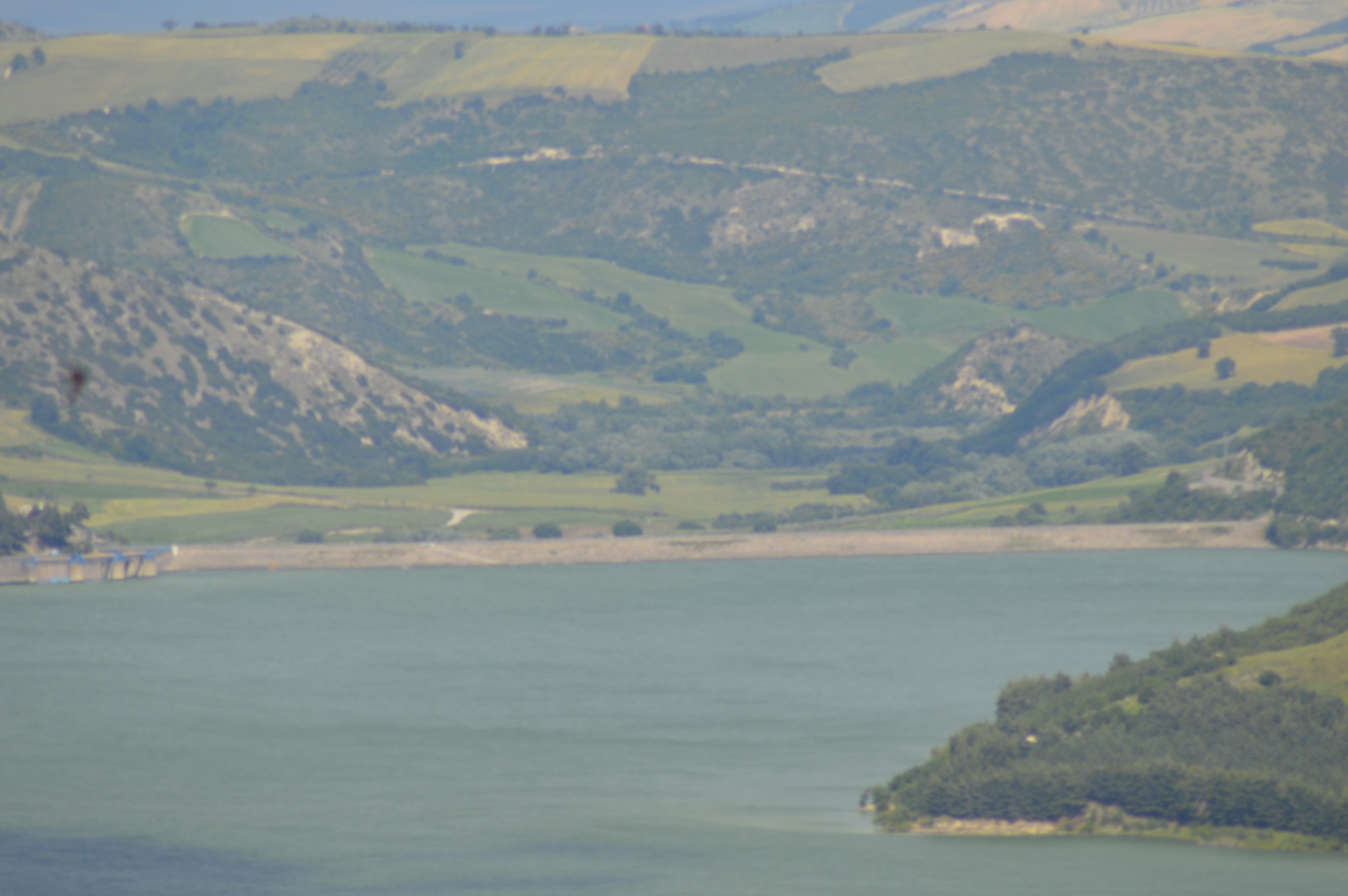